# Дженовино

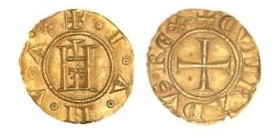
Дженовино

Дженовино (итал. genovino) — средневековая золотая монета Генуи. Также встречается написание «геновино».

## Предпосылки выпуска
Во время раннего Средневековья в западной и северной частях Европы перестали чеканить золотые монеты. Причиной этому стали как недостаточная добыча золота, так и снижение его поступления из захваченных арабами стран Ближнего Востока и Северной Африки. Незначительное количество золотых монет, которые циркулировали в Европе, в большинстве случаев являлись византийскими солидами, которые в народе получили название «безантов» или «бизантинов». «Безанты» не были деньгами со строго определёнными весовыми характеристиками и количеством содержащегося в них золота. Так, к примеру, в королевстве Кипра чеканили золотые монеты с такой примесью серебра, что они приобретали белый цвет и в народе назывались «белыми бизантами». Отсутствие полноценной золотой денежной единицы создавало ряд трудностей в торговле между различными европейскими странами.
Ситуация изменилась после начала Крестовых походов. В европейские страны стало поступать большое количество золота. Его источником стали как награбленные богатства покорённых народов, так и возобновление торговых отношений с Магрибом. В этом регионе располагался крупнейший центр по добыче золота средневековья Бамбук. Интенсификация международной торговли требовала наличия денежных знаков больших номиналов. Распространённые в описываемое время серебряные гроши и пфенниги не удовлетворяли потребностей купцов. Наиболее развитые торговые города-государства стали чеканить собственные золотые монеты. В 1252 году во Флоренции был выпущен «Fiorino d’oro» (от итальянского «fiore» — цветок), ставший родоначальником денежных единиц «флорин» и «гульден». В Венеции вскоре в 1284 году стали чеканить золотые дукаты, или цехины.

## История
В Генуе указ о выпуске золотых монет датирован 1149 годом. Первые дженовино были отчеканены через столетие после соответствующего эдикта практически одновременно с флоринами. Весовые характеристики дженовино также были идентичными своему флорентийскому аналогу составляя около 3,5 г золота. Внешний вид монеты оставался идентичным на протяжении нескольких столетий. Аверс содержал изображение ворот замка, реверс — крест. Круговая надпись на реверсе содержала имя короля Конрада III «CVNRADVS REX», который в 1139 году дал право городу чеканить собственную монету. Также на монетах помещали обозначение дожа при котором была выпущена монета. Последние дженовино с соответствующими характеристиками были выпущены во время короткого правления Барнаба ди Гоано в 1415 году. В дальнейшем в Генуе чеканили золотые дукаты, скудо и доппия.
Во время оккупации Генуи французскими войсками Людовика XII непродолжительное время выпускали золотые монеты сходные с дженовино. Также термином «дженовино» называли и другие генуэзские монеты, в том числе и серебряные талерового типа.